# Andrzej Badeński
Andrzej Stanisław Badeński (Varsavia, 10 maggio 1943 – Wiesbaden, 28 settembre 2008) è stato un velocista polacco, specializzato nei 400 metri piani.

## Palmarès
| Anno | Manifestazione  | Sede     | Evento                | Risultato | Prestazione | Note                  |
| ---- | --------------- | -------- | --------------------- | --------- | ----------- | --------------------- |
| 1964 | Giochi olimpici | Tokyo    | 400 metri piani       | Bronzo    | 45"6        |                       |
| 1966 | Europei         | Budapest | 400 metri piani       | Argento   | 46"2        |                       |
| 1966 | Europei         | Budapest | Staffetta 4×400 metri | Oro       | 3'04"5      | Record dei campionati |
| 1968 | Europei indoor  | Madrid   | 400 metri piani       | Oro       | 45"4        |                       |
| 1968 | Europei indoor  | Madrid   | Staffetta 4×364 metri | Oro       | 2'48"9      |                       |
| 1969 | Europei indoor  | Belgrado | Staffetta 4×390 metri | Oro       | 3'01"9      |                       |
| 1969 | Europei indoor  | Belgrado | Staffetta mista       | Oro       |             |                       |
| 1970 | Europei indoor  | Vienna   | 400 metri piani       | Argento   | 46"9        |                       |
| 1970 | Europei indoor  | Vienna   | Staffetta 4×400 metri | Argento   | 3'07"5      |                       |
| 1971 | Europei indoor  | Sofia    | 400 metri piani       | Oro       | 46"8        |                       |
| 1971 | Europei indoor  | Sofia    | Staffetta 4×400 metri | Oro       | 3'11"1      |                       |
| 1971 | Europei         | Helsinki | Staffetta 4×400 metri | Argento   | 3'03"6      |                       |
| 1972 | Europei indoor  | Grenoble | Staffetta 4×360 metri | Oro       | 3'11"1      |                       |